# Serene Siren
Serene Siren (30 maggio 1989) è un'attrice pornografica statunitense.

## Biografia
Nata negli Stati Uniti il 30 maggio 1989 è cresciuta in una piccola città dove ha praticato ginnastica agonistica. Nel 2013 ha cominciato la carriera di modella di nudo, girando anche alcuni video da solista con lo pseudonimo di Bella Bands. Nello stesso periodo si è sposata, diventando madre di due bambini. 
Nel 2017, dopo quattro anni di pausa e un turbolento divorzio, è entrata nell'industria pornografica con il nome d'arte di Serene Siren; ha dichiarato di aver scelto tale nome in quanto rappresenta i due lati della sua personalità, uno introverso e riservato, l'altro estroverso e attivo sessualmente.
Nell'industria ha preso parte ad oltre 270 scene, esclusivamente con altre donne, scritturata tra le più grandi case di produzione quali Girlfriends Film, Girlsway, Kink.com, Nubile Film, Wicked Pictures, Mile High, Devil's Film, Naughty America, Zero Tolerance, Hustler, 3rd Degree, Lesbian X e AMK Empire.
Nel 2023 ha ottenuto il suo primo AVN Awards come Lesbian Performer of the Year.

## Premi e riconoscimenti
AVN Awards
- 2022 - Lesbian Performer of the Year[8]

XBIZ Awards
- 2024 - Best Sex Scene - All Girl con Penny Barber[9]
- 2025 - Best Sex Scene - All Girl per Come Out To Play: An All-Girls Warriors Parody con Casey Calvert, Lulu Chu, Ana Foxxx, Leana Lovings, Little Puck, Hailey Rose, Penny Barber, Codi Vore e Jane Wilde[10]